# Ernesto Noya
Ernesto Noya – argentyński zapaśnik walczący w stylu klasycznym. Olimpijczyk z Londynu 1948, gdzie zajął siódme miejsce w kategorii ponad 87 kg.

## Letnie Igrzyska Olimpijskie 1948
| Konkurencja           | Rundy eliminacyjne         | Rundy eliminacyjne     | Klas. końcowa |
| Konkurencja           | Przeciwnik I               | Przeciwnik II          | Miejsce       |
| --------------------- | -------------------------- | ---------------------- | ------------- |
| +87 kg styl klasyczny | Taisto Kangasniemi (FIN) P | József Tarányi (HUN) P | 7.            |